# Теории заговора о Юрии Гагарине
Теории заговора о Юрии Гагарине сосредоточены, в основном, на отрицании его полёта в космос 12 апреля 1961 года и официальной версии о гибели в авиакатастрофе.
Теории заговора о гибели Гагарина появились ещё в СССР. В настоящее время конспирология о Гагарине присутствует в относительно узком пласте публикаций, псевдодокументальных фильмов и в интернете.

## Полёт в космос
Одна из ранних теорий заговора о полёте Гагарина возникла сразу после его завершения. Согласно Антону Первушину, поскольку СССР отказался публиковать технические детали полёта Гагарина, возникло подозрение, что полёт был сфальсифицирован. В это время журналисты 11 американских газет провели опрос общественного мнения по поводу полёта Гагарина, обзванивая по телефонному справочнику жителей своих городов по имени Джо Смит. Один Джо Смит из Майами заявил: «Всё это сплошная советская ложь. Я думаю, что это пропаганда, направленная на то, чтобы сломить нас». При этом власти США не сомневались в полёте Гагарина благодаря собственным данным объективного контроля — перехват данных с космического корабля Гагарина «Восток-1» начался 12 апреля в 9:26 по московскому времени, когда он попал в зону американских станций слежения. 22 апреля 1961 года в газете «Нью-Йорк таймс» вышла подтверждённая впоследствии ЦРУ статья «How U.S. Confirmed Soviet Space Era Feat», где подробно описывалось американское отслеживание полёта Гагарина, начиная с его приготовлений (включая слежение за начальным этапом полёта с помощью радиолокационных станций дальнего обнаружения в Турции). Статья подмечала: «Скептики могут чувствовать некоторое удовлетворение, считая советское достижение фальсификацией, но их домыслы противоречат не только советским заявлениям, но и всем доказательствам, доступным американскому правительству». В 2011 году теории заговора о Гагарине обсуждались на круглом столе в Будапеште по случаю 50-летия полёта Гагарина. Там историк космонавтики Нандор Шумински опроверг статью «Гагарин, который никогда не летал в космос» в венгерском журнале «IPM».

### Отсутствие фотографий Земли
Одной из основных претензий к полёту Гагарина является отсутствие фотографий Земли с борта «Востока-1», тогда как аналогичное фотографирование производилось в ряде других космических полётов (например, в 1946 году с ракеты «Фау-2», в 1961 году на «Востоке-2», в 1968 году на «Аполлоне-8» и т. д.). Хотя на «Востоке-1» не было фотоаппарата, на нём имелась бортовая камера системы «Селигер», которая передавала изображение Гагарина. Телесигнал камеры был получен и расшифрован, в частности, американской станцией на авиабазе острова Шемья. Через 58 минут после начала приёма телесигнала отдельные кадры были пересланы в штаб-квартиру Агентства национальной безопасности США в Форт-Миде. Соответствующие американские данные были рассекречены в 1995 году и размещены на сайте ЦРУ.
В записях радиопереговоров самого Гагарина с пунктами управления полётом сохранилось описание Земли из космоса: голубой ореол по краю горизонта, который темнеет по удалению от Земли, «радуга от самой поверхности Земли и вниз» и кучевая облачность, которая покрывается слоисто-дождевой облачностью. При этом, когда Гагарин сообщил о входе в тень Земли, это озадачило переговаривающихся с ним — по воспоминаниям Бориса Волынова, который контролировал полёт Гагарина из радиоцентра в Хабаровске, «никто тогда не понимал, что такое „вхожу в тень Земли“». Через три дня после своего полёта Гагарин писал: «С высоты 175—327 километров Земля очень хорошо просматривалась. Её поверхность выглядела почти так же, как если смотреть на неё из самолёта, летящего на большой высоте. Я ясно мог различить горы, широкие реки, леса, прибрежные линии и острова… У Земли очень ясное и красивое голубое сияние». В своей книге «Вижу Землю» 1968 года Гагарин дополнил описание планеты из радиопереговоров.
Поскольку в двух последующих за Гагариным американских пилотируемых космических полётах (Алана Шепарда на Меркурии-Редстоуне-3 и Гаса Гриссома на Меркурии-Редстоуне-4) снимки Земли ручным фотоаппаратом не делались, первенство в фотографировании Земли космонавтом осталось за СССР — это было сделано Германом Титовым на «Востоке-2».

### Владимир Ильюшин
11 апреля 1961 года корреспондент американской коммунистической газеты «Daily Worker» Деннис Огден сообщил, что 7 апреля на космическом корабле «Россия» орбитальный космический полёт совершил лётчик-испытатель Владимир Ильюшин (сын авиаконструктора Сергея Ильюшина). Предположительно, это утверждение возникло после полётов советских космических кораблей «Восток ЗКА № 1» и «Спутник-10» с собаками 9 и 25 марта 1961 года, где для проверки связи транслировались магнитофонные записи человеческого голоса. С этим связана теория заговора о якобы нескольких предшествовавших Гагарину погибших космонавтах. Утверждение о том, что вместо Гагарина в космосе первым был Владимир Ильюшин, было повторено в 1990 году в книге венгерского автора Иштвана Немере «Гагарин — космическая ложь?». Согласно Немере, корабль «Восток-1» с Ильюшиным совершил полёт на несколько дней раньше, чем 12 апреля 1961 года. Немере также написал, что авиакатастрофа Гагарина была подстроена. Ильюшин якобы после своего полёта и приземления выглядел настолько плохо, что его подменили Гагариным, которого затем было решено устранить в авиакатастрофе для сокрытия подтасовки. Версия об Ильюшине была повторена в псевдодокументальных фильмах «The Cosmonaut Cover-Up» 1999 года и «Fallen Idol: The Yuri Gagarin Conspiracy» 2009 года. Второй фильм обстоятельно раскритиковал американский специалист в области космонавтики Джеймс Оберг.

### Плоская Земля

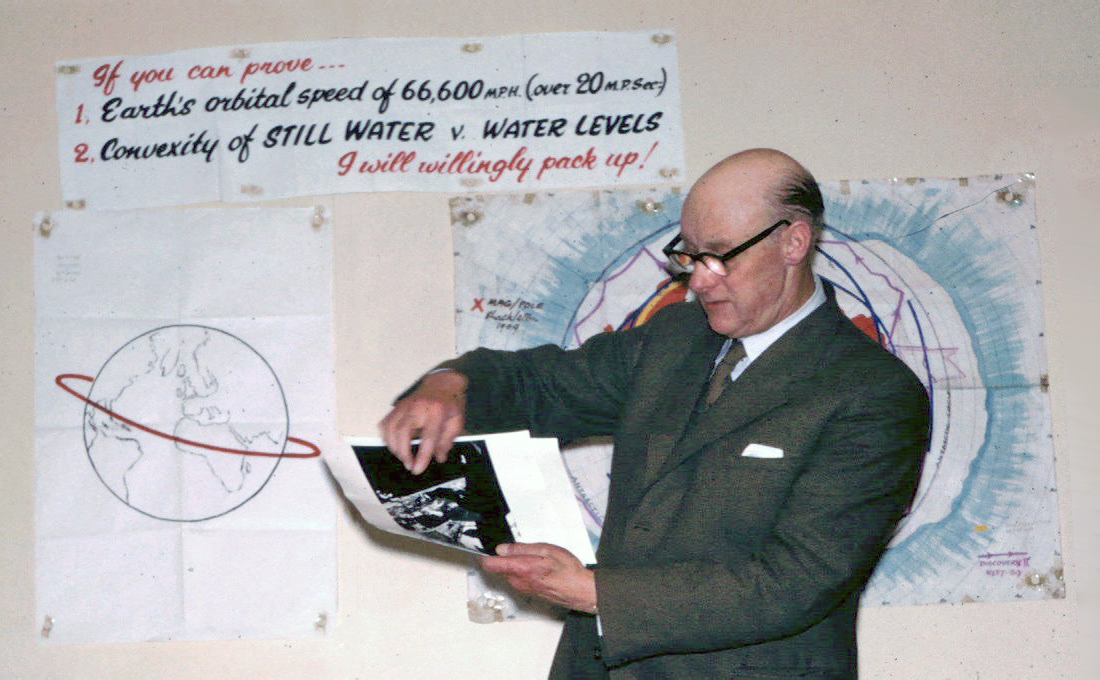
Сэмюэл Шентон

Основатель Общества плоской Земли и современник Гагарина Сэмюэл Шентон считал, что Гагарин летал над блюдцеобразной Землёй. 12 мая 1961 года американская газета «The News Journal» опубликовала заявление Общества плоской Земли: «Если майор Юрий Гагарин в прошлом месяце считал во время своего полёта, что мир круглый, то он просто повторил ошибку, которую совершало человечество со времён Христофора Колумба». Шентон утверждал, что Гагарину «могло казаться, что он движется по кругу вокруг Земли, но в действительности он двигался по эллипсу параллельно Земле», примерно как игла по грампластинке. Одновременно Шентон отрицал, что во время полёта Алана Шепарда виднелась кривизна горизонта. В другом интервью Шентон заявил, что «Гагарин, Гленн и сотоварищи летали по плоской поверхности как игрушечный самолёт на конце привязи».

## Теории заговора о гибели Гагарина

### Конфликт с Брежневым
В СССР одно время существовала теория о том, что Гагарин не погиб в авиакатастрофе. Согласно этой теории, Гагарин вступил в конфликт с Леонидом Брежневым, которого раздражала возрастающая популярность Гагарина. На одном из закрытых мероприятий конфликт якобы перерос в ссору, во время которой Гагарин плеснул в лицо Брежневу стопку водки (по другой версии — бокал шампанского). После этого инцидента КГБ якобы инсценировал предлог авиакатастрофы, а самого Гагарина поместили в психиатрическую больницу. Согласно фольклористу Александре Архиповой, которая привела рассказ своей бабушки, отправка в психиатрическую больницу произошла после того, как на одном приёме Брежнев начал оскорблять простых людей и Гагарин плеснул ему в лицо кефир (Гагарин якобы не пил алкоголь). В 1970-х годах в городе Гагарине существовало продолжение этой версии: Юрий Гагарин якобы пришёл в дом своей матери весь в шрамах, постаревший и оборванный и пытался доказать, что это он и что его держали в психиатрической больнице, откуда он сбежал. Мать якобы испугалась, вызвала милицию и Гагарина забрали, после чего больше его никто не видел. Версия об устранении Гагарина Брежневым была повторена в книге Бориса Мурасова «Убийство космонавта Юрия Гагарина» 1997 года и в книге Анатолия Корешкова «За стеной секрета. Записки испытателя» 2010 года. В 1998 году на Первом канале вышел документальный фильм «Убийство Юрия Гагарина?», где гибель Гагарина объяснялась происками его завистников. Аналогичное утверждение о политическом устранении Гагарина посредством авиакатастрофы содержится в книге 2011 года «Starman: The Truth Behind the Legend of Yuri Gagarin» Джейми Дорана и Пирса Байзони. Эта книга была подробно раскритикована куратором американского Национального музея воздухоплавания и астронавтики Роджером Лауниусом.

### Встреча с НЛО
Согласно одной из версий, Гагарин погиб после того, как его самолёт потерял управление из-за встречи с НЛО. Версия ссылается на «запись последних слов Гагарина, зафиксированных на магнитофонную плёнку» об «объекте яркого цвета в форме диска», после чего «запись прервалась». Впервые это утверждение появилось в книге журналиста Дениса Лобкова «Мистика в жизни выдающихся людей», однако эта фраза Гагарина была признана фейком.

### Другие теории заговора
Согласно одному утверждению, Гагарин сам попросил подстроить свою смерть, устав от известности и внимания. Это было опровергнуто, в частности, племянницей Гагарина Тамарой Филатовой. Существуют также другие домыслы: что Гагарин после имитации своей смерти жил под чужим именем в посёлке в Оренбургской области, где погиб в результате несчастного случая на охоте уже пожилым, что перед авиакатастрофой Гагарин и его инструктор Владимир Серёгин выпили по стакану водки (хотя по официальному заключению алкоголь в крови обоих лётчиков не был обнаружен), что Гагарин погиб раньше, во время запуска секретного космического корабля в рамках советской лунной программы и т. д.